# Happy hardcore
Happy hardcore, znany także jako happy rave lub happycore – odmiana muzyki hardcore, będąca podgatunkiem muzyki hard dance, której korzenie wywodzą się z nurtu UK old skool rave. Jej najlepszy okres przypadał na lata 1993–1997. Happy hardcore dzieli się głównie na dwa okresy: Oldschool Happy Hardcore (Utwory produkowane w latach 90) oraz te obecne, które brzmieniem przypominają przyśpieszony euforyczny hardstyle.

## Oldschool Happy Hardcore (lata 90')
Oldschool Happy hardcore charakteryzuje się bardzo szybkim tempem (od 160 do 190 uderzeń na minutę), szybkim breakbeatem, śmiesznym i słodkim, często kobiecym wokalem, kosmicznym brzmieniem syntezatora, pianinem i linią bassową składającą się ze zwykłego kicka. Happy hardcore, w przeciwieństwie do pozostałych gatunków hardcore, charakteryzuje się również ciepłym, wesołym klimatem, gdzie w pozostałych gatunkach hardcore klimat jest raczej mroczny.
Happy hardcore powstał na początku lat 90 z UK old skool rave. Od 1994 roku coraz bardziej oddzielał się od pozostałych gatunków hardcore, aż stał się samodzielnym gatunkiem. W 1997 kończyła się złota era happy hardcore. Utwory zaczynały odbiegać od swojej charakterystyki, między innymi przestał liczyć się breakbeat.
Przykładowe utwory oldschool happy hardcore (z lat 90):
- Dune – Hardcore Vibes
- Technohead - I Wanna Be Hippy
- Charly Lownoise & Mental Theo - Wonderful Days
- Charly Lownoise & Mental Theo - Stars
- Charly Lownoise & Mental Theo - Next 2 Me
- Party Animals - Have You Ever Been Mellow
- Nakatomi - Children Of The Night
- Gabber Piet - Hakke En Zage

## Happy Hardcore dziś
Obecnie happy hardcore brzmieniem przypomina przyśpieszone utwory euphoric hardstyle, czyli beat 2/4, rozbudowana, euforyczna melodia, linia bassowa składająca się z reverse bass oraz słodkie, często kobiece wokale. Również producenci hardstyle czasami tworzą utwory happy hardcore, jak np. Tweekacore, Darren Styles
Przykładowe utwory produkowane obecnie:
- Da Tweekaz & Darren Styles - Heroes (170 BPM Edit)
- Eclipse - 24/7 (Squad-E Remix)
- Virtue & Slammer - Don't Go (Gammer Remix)
- Captain Jack - Dream A Dream - (Sy & Unknown Remix)

## Przykładowi artyści produkujący happy hardcore w latach 90'
- 4Tune Fairytales
- Breeze & Styles
- Charly Lownoise & Mental Theo
- DJ Paul Elstak
- DJ Sharkey
- Orbit1
- Gammer
- Dougal
- DUNE
- Hixxy
- Marusha
- Nakatomi
- Party Animals
- RMB
- Scooter
- Scott Brown
- Technohead